# Lago La Botella
El lago de La Botella es un cuerpo de agua superficial, salado, ubicado en la extensión de tierra que une la isla Riesco con su península Córdova, casi a la salida oeste del estrecho de Magallanes. Dada la indicación de Risopatrón de que es salada, es posible que sea una cuenca endorreica cuando las lluvias no sean extremas.

## Historia
Jorge Boonen lo consideraba un fiordo.: 250 
Luis Risopatrón lo describió en 1924 en su obra Diccionario Jeográfico de Chile:: 93 
Botella (Lago de la). Es de aguas saladas, de mucha profundidad, "a escepción de la media milla al fondo aplacerado con proporcion a la suave pendiente de la ribera inmediata" i se encuentra circundado de altas montañas de pendientes mui rápidas, partcularmente en la parte S en el istmo que une la península Córdoba con la isla Riesco; cuando las lluvias incrementan con exceso sus aguas, desagua temporalmente hacia el S, al estremo NW del estero Cóndor por un canal de 20 a 30 m de ancho, no navegable. Córdoba, de quien copiamos el párrafo entre comillas, dejó el 13 de enero de 1789, en una punta saliente del fondo de ese lago, una botella, con unos dísticos latinos, en que se relataba el reconocimiento hecho; lo habitaban una infinidad de pájaros niños.
(Suponemos que Risopatrón se refiere a Antonio de Córdoba (explorador), que viajó por el estrecho.)